# Sialis rotunda
Sialis rotunda is een insect uit de familie Sialidae, die tot de orde grootvleugeligen (Megaloptera) behoort. De soort komt voor in het zuidoosten van Canada en het noordwesten van de Verenigde Staten.